# 록스타 토론토
록스타 토론토(영어: Rockstar Toronto)는 록스타 게임스의 스튜디오 중 하나로, 캐나다 오크빌에 위치하고 있다.

## 개발한 게임
- 다크 콜로니
- 그랜드 테프트 오토: 런던 1969
- 맥스 페인 (비디오 게임)
- 더 워리어스
- 맨헌트 2
- 불리 (비디오 게임)
- 그랜드 테프트 오토 IV
- 그랜드 테프트 오토
- 맥스 페인 3
- 그랜드 테프트 오토 V
- 레드 데드 리뎀션 2